# پرانشت

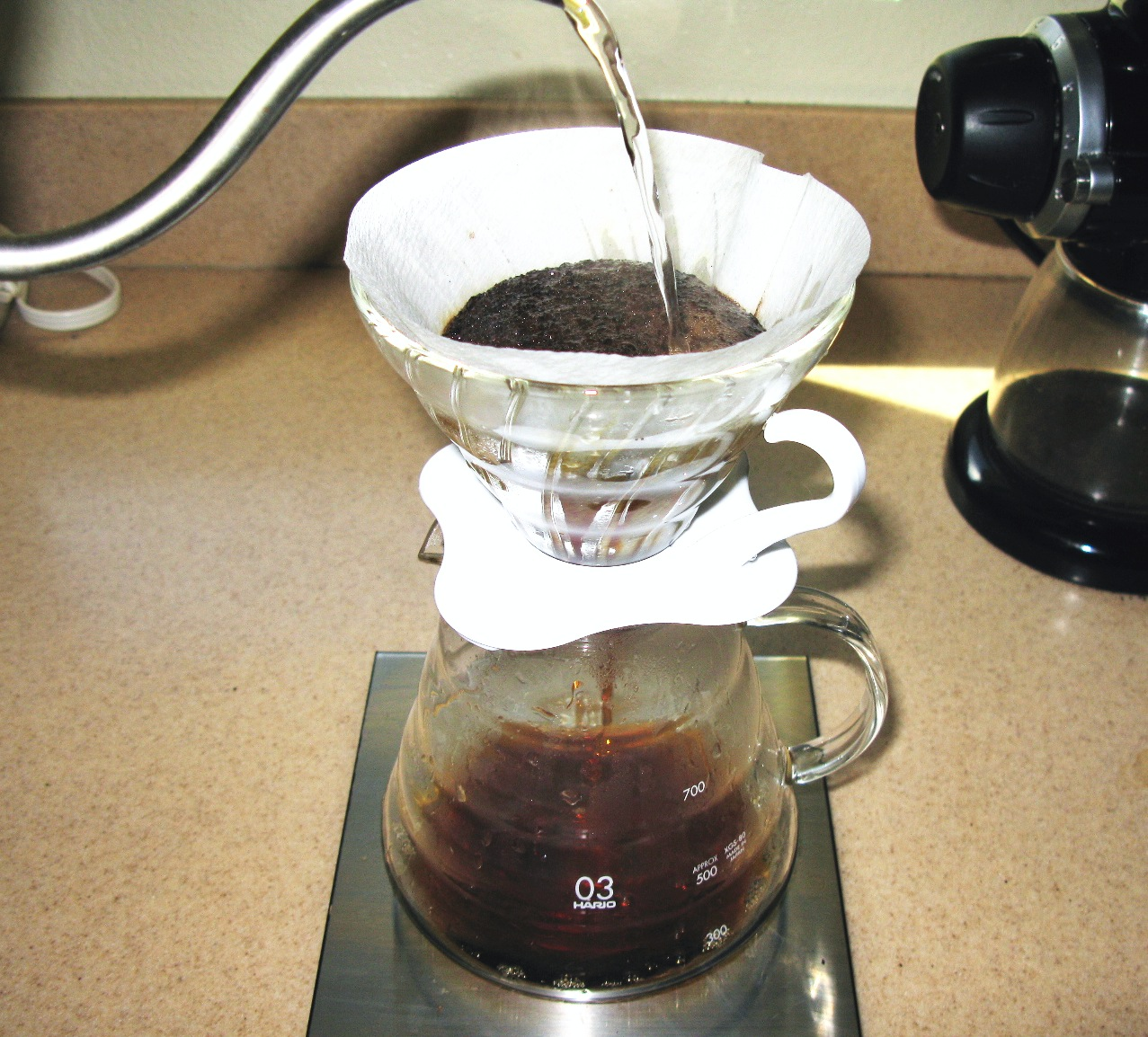
در تراوش قهوه، ترکیبات حل‌شدنی از پودر قهوه جدا می‌شوند و وارد آب می‌شوند تا قهوه ساخته شود. ترکیبات حل‌نشدنی در صافی قهوه باقی می‌مانند.

در فیزیک، شیمی و علم مواد، تراوِش یا پرکولاسیون (به انگلیسی: Percolation) به حرکت و فیلتراسیون مایعات (یا سایر سیالات) درون مواد پر روزن (متخلخل) گفته می‌شود.

## نمونه‌ها
- تراوش قهوه از صافی
- خیس‌شدن مواد پر روزن (متخلخل)
- گسترش آتش‌سوزی در جنگل[۱]
- همه‌گیری بیماری‌های واگیردار[۲]

## برای مطالعهٔ بیشتر
- Harry Kesten, What is percolation? Notices of the AMS, May 2006.
- Muhammad Sahimi. Applications of Percolation Theory. Taylor & Francis, 1994. ISBN 0-7484-0075-3 (cloth), ISBN 0-7484-0076-1 (paper)
- Geoffrey Grimmett. Percolation (2. ed). Springer Verlag, 1999.
- D.Stauffer and A.Aharony.  Introduction to Percolation Theory
- A. Bunde, Shlomo Havlin|S. Havlin (Editors) Fractals and Disordered Systems بایگانی‌شده  در ۲۰۲۰-۱۰-۱۴ توسط Wayback Machine, Springer, 1996
- S. Kirkpatrick Percolation and conduction Rev. Mod. Phys. 45, 574, 1973
- D. Ben-Avraham, Shlomo Havlin|S. Havlin  Diffusion and Reactions in Fractals and Disordered Systems بایگانی‌شده  در ۲۰۱۱-۱۰-۰۴ توسط Wayback Machine, Cambridge University Press, 2000
- Edouard Rodrigues, Remarkable properties of pawns on a hexboard بایگانی‌شده  در ۹ دسامبر ۲۰۲۱ توسط Wayback Machine